# Tammy e il T-Rex
Tammy e il T-Rex (Tammy and the T-Rex ) è un film statunitense del 1994 diretto da Stewart Raffill.

## Trama
Uno scienziato pazzo trasferisce il cervello di Michael, studente liceale morto assassinato da un leone, in un robot con le sembianze di un tirannosauro. Il robot scappa e si vendica degli assassini di Michael. In seguito, accompagnato da Tammy, la fidanzatina che l’ha riconosciuto, si mette alla ricerca di un nuovo corpo più adatto alle esigenze di un essere umano.